# Ghiță Licu
Gheorghe « Ghiță » Licu, né le 1er décembre 1945 à Fierbinți et mort le 8 avril 2014  à Bucarest, est un joueur (pivot) puis entraineur de handball roumain.

## Biographie
Membre de la génération dorée du handball roumain, il est ainsi avec l'équipe nationale de Roumanie double champion du monde (en 1970 et en 1974) et a participé à deux reprises aux Jeux olympiques. En 1972, il remporte la médaille de bronze en ayant joué six matchs et marqué six buts. Puis en 1976, il remporte la médaille d'argent en ayant joué cinq matchs et inscrit treize buts. Au total, il aura porté le maillot roumain à 197 reprises pour 328 buts marqués
En club, il a notamment évolué au Dinamo Bucarest.
À la fin de sa carrière de joueur, il entame une carrière d'entraîneur. En 1995, il rejoint l'Allemagne en tant qu'entraineur des jeunes du SC Magdebourg. À partir de 1999, il devient l'adjoint d'Alfreð Gíslason à Magdebourg avec lequel il devient champion d'Allemagne en 2001 et remporte la Ligue des champions 2002. Enfin, il devient l'entraîneur principal du club entre janvier et juin 2006.
Il retourne ensuite en Roumanie et décède le 8 avril 2014 d'un cancer.

### Vie personnelle
Son fils, Robert Licu (de), est également un grand handballeur roumain, étant avec 1054 buts marqués le 2e marqueur de l'histoire de l'équipe nationale de Roumanie.

## Palmarès

### En équipe nationale
Jeux olympiques
- Médaille de bronze aux Jeux olympiques de 1972 à Munich,  Allemagne
- Médaille d'argent aux Jeux olympiques de 1976 à Montréal,  Canada

Championnats du monde
- Médaille de bronze au Championnat du monde 1967,  Suisse
- Médaille d'or au Championnat du monde 1970,  France
- Médaille d'or au Championnat du monde 1974,  Allemagne de l'Ouest

### En club
Compétitions internationales
- Coupe des clubs champions européens (1) : 1965

Compétitions nationales
- Championnat de Roumanie (4) : 1964, 1965, 1966, 1978
- Coupe de Roumanie (1) : 1979

### Entraîneur
Compétitions internationales
- Finaliste de la Coupe d'Europe des vainqueurs de coupe : 1983

Compétitions nationales
- Championnat de Roumanie (1) : 1986
- Coupe de Roumanie (2) : 1982, 1988

### Entraîneur-adjoint
Compétitions internationales
- Ligue des champions (1) : 2002
- Coupe EHF (1) : 2001
- Super Coupe d'Europe (2) : 2001, 2002

Compétitions nationales
- Championnat d'Allemagne (1) : 2001
- Supercoupe d'Allemagne (1) : 2001